# Navales
Navales è un comune spagnolo di 379 abitanti situato nella comunità autonoma di Castiglia e León.